# (13654) Masuda
(13654) Masuda es un asteroide perteneciente al cinturón de asteroides descubierto por Naoto Sato el 9 de febrero de 1997 desde el Observatorio de Chichibu.

## Designación y nombre
Designado provisionalmente como 1997 CV21. Fue nombrado Masuda, un área en Tanegashima, prefectura de Kagoshima, donde se puede disfrutar de una gran vista al mar. La Estación de Comunicación y Rastreo de Masuda de la Agencia de Exploración Aeroespacial de Japón está ubicada en el acantilado para realizar operaciones de comando y recibir telemetría de satélites que observan la tierra o la luna.

## Características orbitales
Masuda está situado a una distancia media de 2,237 ua, pudiendo alejarse un máximo de 2,264 ua y acercarse un máximo de 2,209 ua. Tiene una excentricidad de 0,012.Emplea 1221,68 días en completar una órbita alrededor del Sol.

## Características físicas
La magnitud absoluta de Masuda es 15,63. Tiene un diámetro de 2,232 km y su albedo se estima en 0,295.